# Zamet sporthall
Zamet sporthall (kroatiska: Športska dvorana Zamet) är en sporthall i Rijeka i Kroatien. Den ligger i stadsdelen Zamet och uppfördes åren 2008–2009 som en del av Zamet center (Centar Zamet), ett center med sportligt-, kulturellt och kommersiellt utbud. 
Sporthallens yta uppgår till 6 794,26 m² och den har en kapacitet på 2 312 besökare. Den drivs och ägs av Rijeka sport d.o.o.       

### Fotnoter
1. 1 2 3 4  Rijeka.hr Arkiverad 22 augusti 2014 hämtat från the Wayback Machine. (kroatiska)